# S10 (Georgien)
Saertaschorisso mnischwnelobis gsa S10 (georgisch: საერთაშორისო მნიშვნელობის გზა ს-10), auch bekannt als „Gori-Zchinwali-Gupta-Dschawa-Roki (russische Grenze)“, ist eine „Straße von internationaler Bedeutung“ innerhalb des georgischen Straßennetzes von Gori über Zchinwali bis zur russischen Grenze am Roki-Tunnel mit einer Länge von 92,5 Kilometer. Nach dem Überqueren der russischen Grenze führt die Straße weiter als Fernstraße A164 nach Alagir und die R217 "Caucasus Highway". Die S10-Route, die sich kurz außerhalb der Stadt Gori mit der S1 Autobahn kreuzt, wird oft als Transkam oder Transkaukasische Fernstraße bezeichnet. Es ist nicht Teil der europäischen oder asiatischen internationalen Autobahnrouten. Der größte Teil der S10 liegt in der de facto unabhängigen Republik Südossetien.
Die Straße erreicht ihren höchsten Punkt von 2.112 Meter über dem Meeresspiegel am Südportal des 1984 eröffneten Roki-Tunnels. Der Tunnel wird mit Russland geteilt und war bei seiner Inbetriebnahme mit einer Länge der längste innerhalb der Sowjetunion von 3.730 Meter. Es ist immer noch der längste Tunnel (teilweise) in Georgien. Dieses Merkmal hat jedoch in Georgien nur begrenzten Wert, da die Fernstraße jenseits des Dorfes Ergneti in der Nähe von Zchinwali, wo die Verwaltungsgrenze des abtrünnigen Südossetien verläuft, nicht von der georgischen Regierung kontrolliert wird. Die Einreise nach Südossetien aus georgisch kontrolliertem Gebiet (und umgekehrt) ist nicht möglich. Die ehemalige Passierstelle auf der S10 bei Ergneti ist seit dem Kaukasuskrieg 2008 dauerhaft geschlossen und nun ein Ort der internationalen Vermittlung und des Transfers von Häftlingen von südossetischer Seite.

## Geschichte

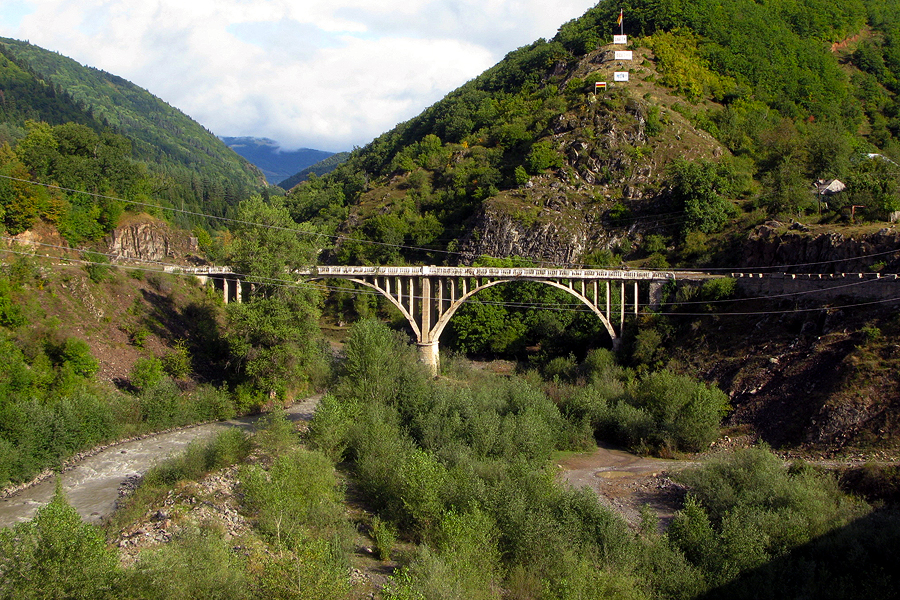
Guftinsky-Brücke von 1929

Die aktuelle S10-Route wurde innerhalb der 1982 eingeführten sowjetischen Straßennetzklassifizierung auf verschiedene Routen aufgeteilt. Das Segment Gori-Zchinwali-Dschawa wurde Teil der R-2-Route, die über Kwaissa bis Oni führte, während das Dschawa-Roki-Segment der heutigen S10 wurde als R-24 bezeichnet, als der Roki-Tunnel 1984 eröffnet wurde. Auf der russischen SFSR-Seite des Roki-Tunnels führte die Transkam-Fernstraße, die 1986 fertiggestellt wurde, als R-297 nach Alagir weiter. Vor den 1980er Jahren war die Strecke der heutigen S10 wie die meisten sowjetischen Straßen nicht nummeriert.
Nach der Wiedererlangung der Unabhängigkeit Georgiens im Jahr 1991 wurden die sowjetischen Streckenbezeichnungen bis 1996 beibehalten, als das derzeitige System übernommen wurde. In diesem Jahr wurde die Kategorie "Straßen von internationaler Bedeutung" (S-) eingeführt und die "S10 Gori-Zchinwali-Gupta-Dschawa-Roki (russische Grenze)" ersetzte die alten Bezeichnungen.
Die markante Guftinsky-Brücke von 1929 über den Fluss Patsa bei Gupta wird nicht mehr genutzt, ist aber von der Stahlbetonbrücke aus den 1980er Jahren sichtbar, die für den Transkam Highway gebaut wurde. Die alte Bogenbrücke mit einer Länge von 72 Metern (236 ft) und einer Höhe von 22 Metern (72 ft) war damals in Transkaukasien beispiellos. Die Brücke wurde mit deutscher Hilfe entwickelt und in einer Rekordzeit von 10 Monaten für die ursprüngliche Straße nach Kwaissa und Oni gebaut.

### Roki-Tunnel

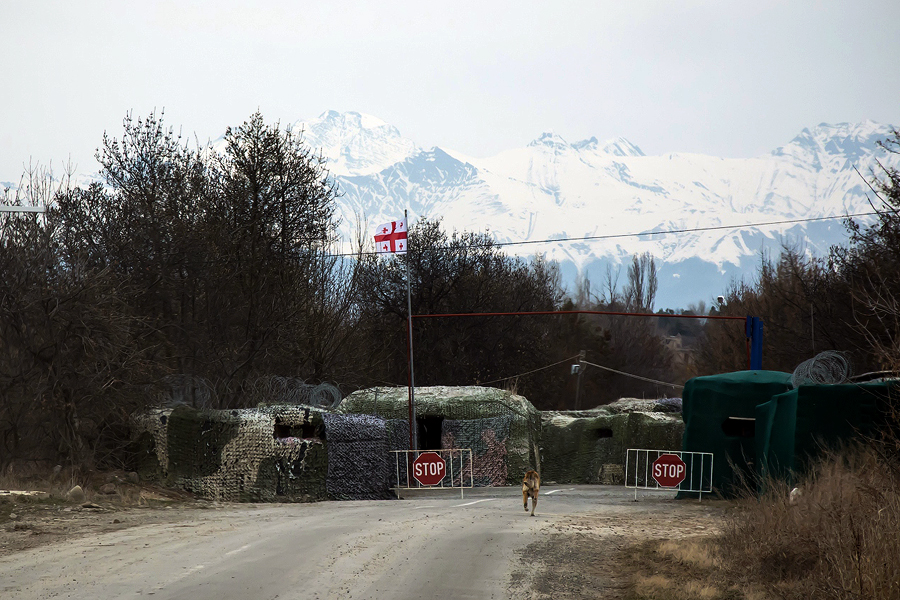
Das blockierte Straßenende in Südossetien

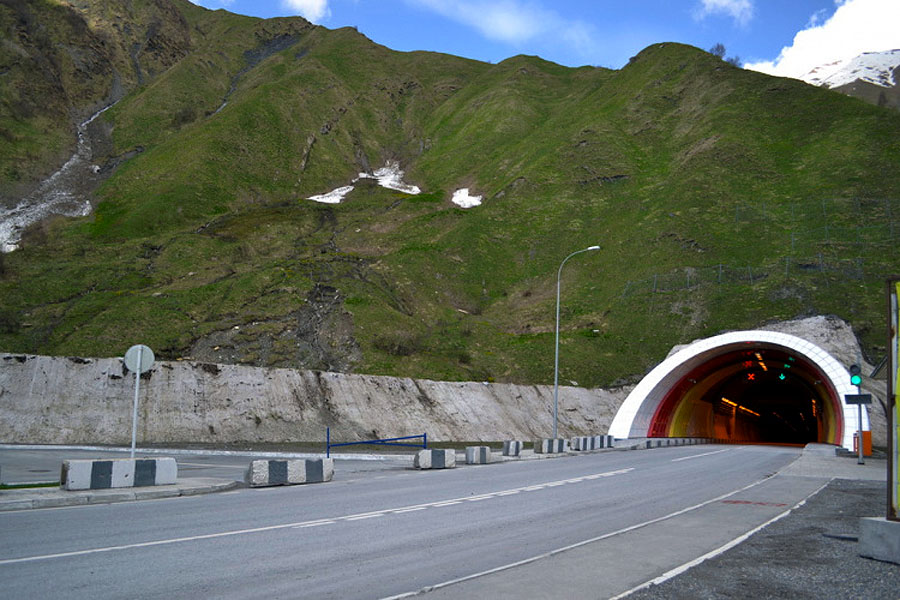
Südportal Roki-Tunnel

Vor der Eröffnung des Tunnels durch den Roki-Pass im November 1984 gab es keine direkte Straße vom Südossetischen Autonomen Gebiet in die Nordossetische Autonome SSR in der Russischen SFSR. Allenfalls ein Feldweg nach einem abgebrochenen Versuch im 19. Jahrhundert, eine Straße zu bauen. Stattdessen wurde im 19. Jahrhundert die Ossetische Heerstraße über den Mamison-Pass gebaut, die neben der Georgische Heerstraße über Kazbegi bis 1984 die kürzeste Möglichkeit war, Südossetien auf der Straße von Norden zu erreichen. Dieser Mangel an direkten Verbindungen zwischen den ossetischen Gemeinden auf beiden Seiten der Berge veranlasste die ossetischen Autonomiebehörden, sich für eine Eisenbahn und später für eine Straße durch die Berge einzusetzen. Nach einem letzten Versuch in den späten 1940er Jahren für eine Eisenbahnverbindung durch den Dzomag (Magsky) Pass, 3 km (1,9 Meilen) westlich von Roki, und verschiedenen geologischen und gestalterischen Studien für eine Straßenverbindung verfügte der Ministerrat der Sowjetunion 1971 eine Straßenverbindung durch Roki.
Die Aufrüstung der bestehenden Mamison-Route mit einem Tunnel war Teil früherer Untersuchungen, wurde jedoch trotz geologisch günstigerer Vorteile zugunsten der Roki-Variante verworfen, die einen kürzeren Tunnel benötigte. Die georgischen sowjetischen Behörden hatten lange versucht, eine direkte Schienen- oder Straßenverbindung zwischen dem südossetischen Oblast und der nordossetischen Republik zu verhindern, weil sie eine nationalistische Einheit befürchteten, mussten sich aber schließlich Moskau beugen. Ziel war es, eine ganzjährig befahrbare Straße zu bauen. Sowohl die ossetische als auch die georgische Heerstraße sind empfindlich gegenüber Schneeverwehungen, was zu saisonalen Sperrungen führt. Der Roki-Tunnel wurde 1984 eröffnet, während der Transkam Highway 1986 vollständig fertiggestellt wurde.

## Ortschaften entlang der Strecke
- Gori
- Zchinwali